# Кариуки, Питер
Питер Кариуки Нгатери Нгуми (англ. Peter Kariuki Ngateri Ngumi; род. 16 июля 1977, Найроби), также известный как Кариз Кариуки (англ. Kariz Kariuki) — кенийский боксёр, представитель средней и полутяжёлой весовых категорий. Выступал за национальную сборную Кении по боксу в конце 1990-х годов, бронзовый призёр Всеафриканских игр в Йоханнесбурге, участник летних Олимпийских игр в Сиднее. В 2000—2016 годах с переменном успехом боксировал на профессиональном уровне в Азиатско-Тихоокеанском регионе.

## Биография
Питер Кариуки родился 16 июля 1977 года в Найроби, Кения.

### Любительская карьера
Первого серьёзного успеха на взрослом международном уровне добился в сезоне 1999 года, когда вошёл в основной состав кенийской национальной сборной и побывал на Всеафриканских играх в Йоханнесбурге, откуда привёз награду бронзового достоинства, выигранную в зачёте средней весовой категории — на стадии полуфиналов был остановлен нигерийцем Альбертом Эромсоулом.
Благодаря череде удачных выступлений удостоился права защищать честь страны на летних Олимпийских играх 2000 года в Сиднее. Уже в стартовом поединке категории до 75 кг со счётом 3:12 потерпел поражение от азербайджанца Вугара Алекперова и сразу же выбыл из борьбы за медали.

### Профессиональная карьера
По окончании сиднейской Олимпиады Кариуки не стал возвращаться на родину и начал в Австралии карьеру профессионального боксёра.
В 2001 году дважды встречался с австралийским проспектом Джейсоном Делайлом (4-0-1), в первом случае поединок закончился ничьей, во втором случае Кариуки проиграл раздельным решением судей.
В 2002 году завоевал титул чемпиона Австралии в полутяжёлой весовой категории, предпринял попытку заполучить титул чемпиона Восточной и тихоокеанской боксёрской федерации (OPBF), но потерпел поражение техническим нокаутом от действующего чемпиона Пола Бриггса (14-1).
В октябре 2003 года боксировал с непобеждённым алжирцем Мохамедом Аззауи (10-0-1), бой между ними продлился всё отведённое время и закончился ничьей.
В августе 2004 года встретился с чемпионом OPBF в первом тяжёлом весе Гленом Келли (30-2-1) и уступил ему единогласным решением.
В декабре 2004 года получил титул чемпиона Паназиатской боксёрской ассоциации (PABA) во втором среднем весе, выиграв техническим нокаутом у претендента из Танзании Манено Освальда (23-9-1). Впоследствии четыре раза защитил полученный чемпионский пояс, кроме того, стал чемпионом Австралазии по версии Международной боксёрской федерации (IBF) и чемпионом Азиатско-Тихоокеанского региона по версии Всемирной боксёрской организации (WBO).
Его впечатляющая серия из семи побед прервалась только в апреле 2004 года, в бою с россиянином Виктором Огановым (27-1) Кариуки потерпел поражение нокаутом и лишился всех своих чемпионских поясов.
В 2009 году выиграл несколько региональных вакантных титулов по версии WBO: чемпиона Восточного региона, чемпиона Африки, чемпиона Азиатско-Тихоокеанского региона.
В июне 2010 года оспаривал вакантный титул чемпиона Тихоокеанского региона по версии IBF, но проиграл техническим нокаутом австралийцу Дэниелу Гилу (22-1).
В декабре 2010 года отметился победой по очкам над американцем Рэнди Гриффином (24-2-3), получив вакантный титул чемпиона Восточного региона WBO в полутяжёлом весе.
В декабре 2011 года в первый и единственный раз боксировал в США, проиграв техническим нокаутом колумбийцу Эдисону Миранде (34-6).
В ноябре 2012 года попытался вернуть себе ставший вакантным титул чемпиона Восточного региона WBO в полутяжёлом весе, но на сей раз проиграл техническим нокаутом австралийцу Марку Флэнагану (10-3).
После достаточно длительного перерыва в 2015 и 2016 годах дважды возвращался на ринг, боксировал с двумя малоизвестными соперниками. В общей сложности провёл на профессиональном уровне 40 боёв, из них 26 выиграл (в том числе 20 досрочно), 11 проиграл, тогда как в трёх случаях была зафиксирована ничья.